# Glenea mouhoti
Glenea mouhoti é uma espécie de escaravelho da família Cerambycidae. Foi descrita por James Thomson em 1865.  É conhecida a sua existência em Laos, China, Vietname, Camboja, e Tailândia.  Alimenta em Tectona grandis e Gmelina arborea.

## Subespecie
- Glenea mouhoti var. albodiversa.[1]